# Parco Leonardo
Parco Leonardo è un quartiere situato nel comune di Fiumicino, all'interno della città metropolitana di Roma e del suo agglomerato urbano. Ospita un centro commerciale da oltre 200 negozi e il più grande cinema multisala d'Italia.

## Descrizione

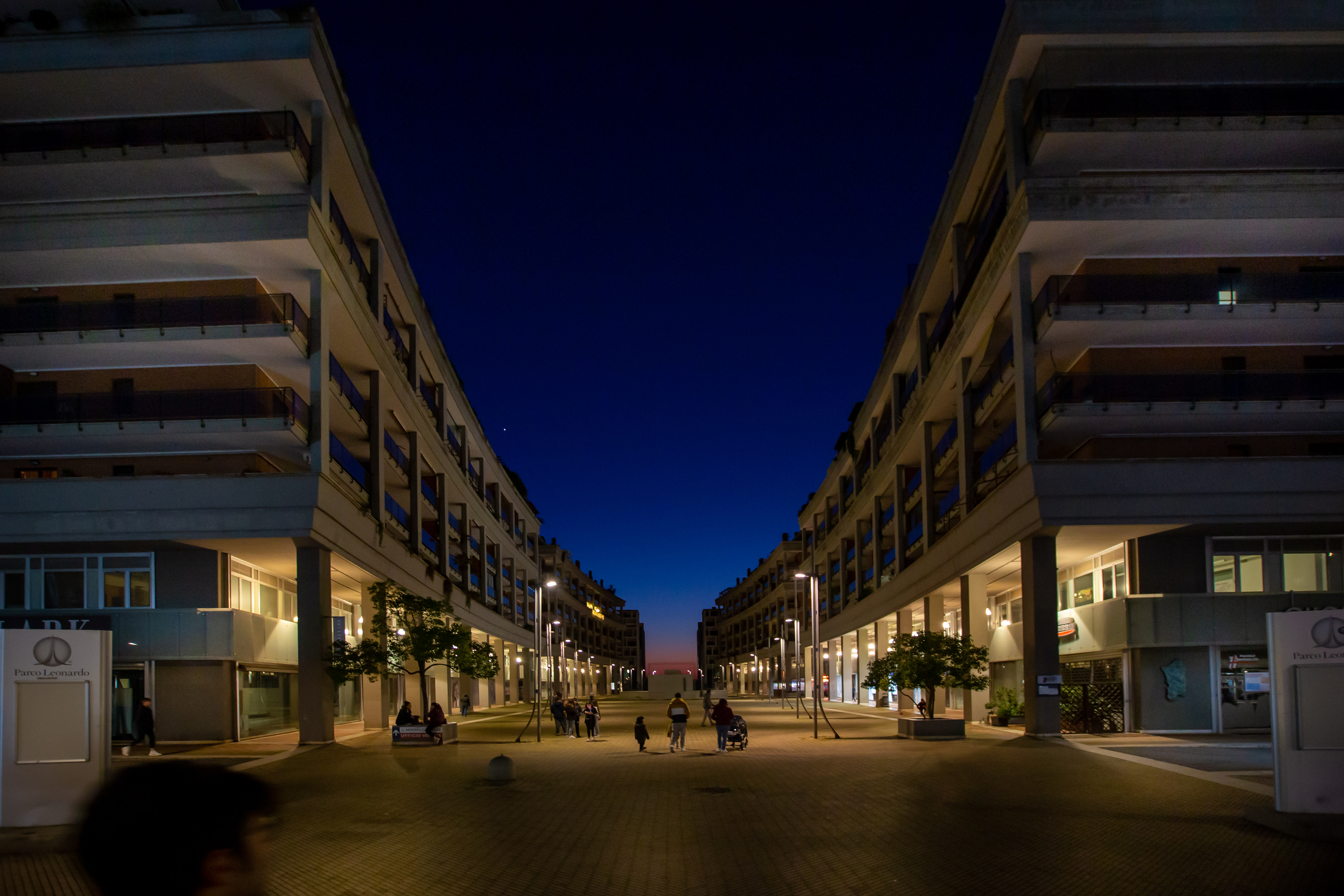
Piazza M.Buonarroti

È un complesso esclusivamente pedonale dove le auto possono circolare solo perimetralmente ed ai livelli sottostanti. Il quartiere è connesso alle zone circostanti e alla città di Roma tramite lo svincolo autostradale e la fermata della ferrovia metropolitana FL1; dispone di tutti i servizi primari, come scuole (infanzia, elementari, medie), farmacia, presidi medici, negozi, parchi pubblici e mezzi pubblici di comunicazione.
Il Parco Leonardo si sviluppa linearmente tra l'autostrada Roma-Fiumicino (autostrada A91) e la via Portuense, si estende su un'area di 160 ettari ed è strutturato intorno ad un nucleo centrale in cui trovano collocazione la maggior parte dei poli attrattivi: il centro commerciale Leonardo, il "palazzo del divertimento", alcune piazze pedonali e le scuole.

## Storia
Il progetto del quartiere nasce nel 1993, dal masterplan affidato all'architetto catalano Ricardo Bofill, con l'obiettivo di creare una città nella città, ovvero un aggregato abitativo autoconsistente disegnato a tavolino con criteri moderni ed innovativi.
I primi appartamenti vengono consegnati nel 2003, poi nel 2005 sono inaugurati il cinema multisala UGC CineCitè e il centro commericiale, e le infrastrutture (svincolo autostradale e stazione ferroviaria). Più tardi si inaugurano anche le scuole dell'infanzia,  primaria e secondaria di primo grado (2008) e la parrocchia di san Benedetto Abate (2009-2011). Nel 2018 apre la pista ciclabile che collega il quartiere con Portus.

## Collegamenti
Il quartiere è raggiungibile dalla Via Portuense, dall'autostrada A91 che collega Roma con l'aeroporto di Roma-Fiumicino, dalla Regina Ciclarum per chi arriva in bici, oppure tramite l'apposita stazione della FL1 Stazione di Parco Leonardo.
|  | È raggiungibile dalla stazione di Parco Leonardo. |

 È raggiungibile dall'autostrada: Parco Leonardo
Raggiungibile anche con navetta linea Parco Leonardo - Pleiadi - Fiumicino Ombrine